# Adele Bonolis
Adele Bonolis (Milano, 14 agosto 1909 – Milano, 11 agosto 1980) è stata un'attivista italiana, proclamata venerabile dalla Chiesa cattolica il 21 gennaio 2021.

## Biografia
Adele Bonolis è l'ultima nata di quattro figli di Luigi Girolamo Bonolis e Luigia Varenna. Nacque e visse nel centro storico di Milano. Battezzata nella Basilica di Sant'Ambrogio, cresce e si forma all'interno della Gioventù Femminile dell'Azione Cattolica. Dopo il diploma presso l'istituto magistrale ottiene anche la maturità classica, per poi laurearsi presso la Facoltà di Lettere e Filosofia dell'Università Cattolica del Sacro Cuore nel 1944 con una tesi sul "Male morale in San Tommaso". Il 24 giugno 1941 si era consacrata privatamente a Dio.
Fondamentale per la sua futura attività sarà la visione di una prostituta, mentre era in compagnia del padre: questo evento la segnerà al punto di decidere di dedicarsi, una volta adulta, a ridare alle prostitute la dignità persa e consentire loro una nuova vita e un riscatto sociale, in modo da "ristabilire l'amore e di trasformare il male nel bene". Si iscrisse al corso di laurea in Medicina presso l'Università degli Studi di Milano, senza però mai conseguire la laurea: interruppe infatti gli studi per dedicarsi esclusivamente all'assistenza delle persone materialmente e moralmente bisognose. Nel 1946-1947 insegnò filosofia a Milano. 
Nel 1957, a seguito della legge Merlin, che prevede la chiusura delle case chiuse, apre a Montano Lucino un centro di accoglienza per ex prostitute, la Casa di Orientamento Femminile "Maria Assunta"; seguono la Casa San Paolo a Vedano al Lambro, la Casa Maria delle Grazie a Cibrone di Nibionno, vicino a Lecco e la Villa Salus a Lenno in provincia di Como. Nel 1955 papa Pio XII la insignisce dell'onorificenza Pro Ecclesia et Pontifice, nel 1959 il Comune di Milano le conferisce la medaglia d'oro di benemerenza, nel 1967 riceve dal Ministero di Grazia e Giustizia il diploma di 3º grado al merito della redenzione sociale con facoltà di fregiarsi della medaglia di bronzo e dalla provincia di Milano la medaglia d'oro di benemerenza.
Nel dicembre 1976 viene operata all'intestino a causa di un tumore, ma continua l'attività nelle sue strutture. Muore l'11 agosto 1980; i funerali saranno celebrati, così come il suo battesimo, presso Sant'Ambrogio; il feretro è stato inumato nel cimitero di Lucinasco, nel comasco. Nell'omelia Libero Tresoldi dirà: «Avvicinando Adele Bonolis l'impressione era quella di chi trovava in lei un punto di appoggio, un luogo di rifugio, una speranza per procedere nel cammino. Si era sempre preoccupata di comportarsi come la vela di una barca che cerca il soffio del vento e da esso si lascia condurre».
Adele Bonolis è sorella del nonno paterno del presentatore televisivo Paolo Bonolis, che in suo ricordo ha chiamato Adele la sua quinta figlia.

## Le case d'accoglienza oggi
Le strutture fondate da Adele collaborano con enti e istituzioni locali. La casa C.O.D.I.C. Casa Maria delle Grazie, situata a Nibionno in provincia di Lecco oggi svolge attività nell'ambito della Regione Lombardia in collaborazione coi Servizi del territorio. Questa si presenta come una struttura socio-assistenziale che avendo finalità educative e riabilitative a favore dei meno abbienti offre anche un orientamento morale che rispetta le differenze di credo e di cultura degli utenti. 
La Casa di orientamento femminile (COF) si occupa del reinserimento nella società di ragazze in difficoltà, sia italiane sia straniere, provenienti da esperienze di prostituzione o da disagio familiare, ponendosi come risposta al bisogno di ricostruzione personale e sociale di persone che, in gran parte non ancora maggiorenni, hanno vissuto esperienze di violenza e degrado della propria dignità.